# Kaipa
I Kaipa sono un gruppo musicale rock svedese.
Sono stati, negli anni settanta una delle più influenti band dell'ambiente rock progressivo scandinavo. Il gruppo ha preso ispirazione dalla tradizione folk svedese, differenziandosi dagli stili passati e da quelli presenti e producendo musica dalla caratterizzazione molto personale ed originale.

## Storia del gruppo

### Il primo periodo
Alla fine degli anni sessanta Hans Lundin (Tastiere-voce) e Tomas Eriksson (Basso) suonano insieme nella band San Michael's, che nel 1971 pubblicherà il suo unico disco. Quando nel 1973 il gruppo si scioglie Hans e Tomas continuano a suonare insieme, collaborando con artisti minori.
Nel 1973 ai due si unisce Thomas Sjöberg (Batteria) e nascono gli Ura Kaipa. La band ha un suo stile molto caratteristico, con influenze di pop, rock, musica classica e musica popolare svedese. La loro musica è costruita intorno alle parti di tastiera, in particolare all'organo Hammond, al piano elettrico Wurlitzer ed al sintetizzatore Davoli. Tomas suona un basso elettrico Rickenbacker, che ha una sonorità molto particolare e che era ancora del tutto sconosciuto in Svezia. I testi delle canzoni erano scritti in svedese, anche perché il gruppo non aveva nessuna velleità di imporsi anche all'estero.
Il gruppo fece due concerti nel corso del 1974, quando Thomas Sjöberg fu colpito da un cancro che lo costringe lasciare il gruppo. Sjöberg viene sostituito da Ingemar Bergman, con il quale iniziano a scrivere nuove composizioni e a registrare dei demo. Presto però si accorgono che il trio è un tipo di formazione che limita la loro dimensione artistica, per cui decidono di integrare nella band un chitarrista; viene fatta un'audizione con Roine Stolt, allora soltanto diciassettenne, che nell'agosto del 1974 si unisce al gruppo.
Nell'estate del 1974 il gruppo abbrevia il proprio nome in Kaipa.
La musica ed i testi in questo periodo sono scritti quasi interamente da Hans Lundin, che ricopre anche il ruolo di voce solista.
Il 21 ottobre del 1974 il gruppo debutta in un programma radiofonico della radio nazionale svedese dedicato interamente al rock progressivo.

### Arriva il successo
Nel dicembre del 1975 viene pubblicato il loro primo album, omonimo, composto da otto tracce.
La copertina dell'album è opera di Roine Stolt.
Il lavoro riceve ottimi responsi dalla critica ed ottiene anche delle buone vendite, nonostante venga distribuito soltanto in Scandinavia.
Da questo momento i Kaipa diventano una delle band di riferimento del panorama rock progressivo scandinavo, allacciandosi alla più famosa tradizione rock progressive inglese.
Nella primavera del 1976 i Kaipa iniziano un impegnativo tour che li porta a suonare anche più di una volta al giorno.
Nel giugno del 1976 entrano nuovamente in studio per registrare il loro secondo album. Tutti i pezzi, tranne uno, sono quelli scartati durante la lavorazione dell'album di esordio.
L'album Inget nytt under solen viene acclamato dalla critica ed i Kaipa vengono paragonati ai mostri sacri del prog, come Yes e Genesis.
Nell'ottobre del 1977 Tomas Eriksson lascia il gruppo, motivando la sua decisione con differenze musicali tra lui ed il resto della band. Nello stesso periodo i Kaipa cominciano a pensare alla possibilità di liberare Hans Lundin dal canto e di integrare un front man.
Nel 1977 entrano così nel gruppo Mats Lindberg (Basso) e Mats Löfgren (voce).
Nel 1978 esce il loro terzo album, dal titolo Solo, che li conferma come una delle più importanti band svedesi.

### La crisi e lo scioglimento
Dopo il terzo album i Kaipa iniziano un tour che li porta a vivere molto tempo insieme e a far acuire le difficoltà nei rapporti tra di loro. Roine Stolt inizia a comporre della sua musica, che non rende disponibile agli altri membri del gruppo, mentre Ingemar e Mats Lindberg fondano una nuova band, gli Ingemar Bergman Troop. È la fine dei Kaipa, che si spezzano in due. Ingemar e Mats Lindberg, nonostante il loro secondo gruppo, continuano a suonare con i Kaipa, mentre Stolt viene sostituito con Max Åhman.
Con questa formazione registrano il loro quarto album, intitolato Händer, registrato nell'autunno del 1979 e pubblicato nella primavera del 1980, che non ottiene il successo di critica e di vendite dei precedenti.
Durante il tour che segue la pubblicazione di Händer Mats Löfgren (voce) lascia il gruppo, tanto che i Kaipa sono costretti a cambiare le tonalità delle canzoni per poterle far cantare a Hans Lundin.
Per uno strano caso di omonimia il bassista Mats Lindberg viene rimpiazzato da Mats "Microben" Lindberg.
Alla fine del 1981 anche Ingemar Bergman lascia definitivamente la band e viene rimpiazzato da Per "Pelle" Andersson.
Nell'autunno del 1982 i Kaipa pubblicano Nattdjurstid, che non ottiene un buon successo.
È la fine dei Kaipa, che interrompono la loro attività per circa 20 anni.

### La rinascita
Nel 2000 Hans Lundin contatta Roine Stolt per realizzare un nuovo album. Inizialmente l'idea non è quella di ricostituire i Kaipa, bensì quella di iniziare un nuovo progetto.
Soltanto nel corso delle prove, i due decidono di ricostituire i Kaipa e registrano Notes From The Past, che verrà pubblicato nel 2002. L'intera formazione è completamente cambiata ed i musicisti vengono scelti dopo accurate ricerche.
Il successo ottenuto dall'album invoglia Lundin e Stolt ad andare avanti e a registrare nuovo materiale.
Dopo questa rinascita, i Kaipa pubblicano altri due album, Keyholder nel 2003 e Mindrevolutions nel 2005.
Il successo ottenuto dai "nuovi" Kaipa induce InsideOut a ripubblicare in un cofanetto di 5 CD i primi tre album e due CD contenenti registrazioni di live e di demo; il cofanetto, intitolato The Decca Years 1975-1978, viene pubblicato alla fine del 2005.

## Formazione

### Formazione attuale
- Hans Lundin - tastiere e voce- (1973-1982, 2000-)
- Per Nilsson - chitarra - (2007-)
- Patrik Lundström - voce - (2000-)
- Jonas Reingold- Basso - (2000-)
- Morgan Ågren - batteria - (2000-)
- Aleena Gibson - voce - (2000-)

### Ex componenti
- Thomas Sjöberg - batteria- (1973-1974)
- Ingemar Bergman - batteria - (1974 - 1981)
- Tomas Eriksson - basso - (1973-1977)
- Mats Lindberg - basso - (1977-1980)
- Mats Löfgren - voce- (1977 - 1980)
- Max Åhman - chitarra - (1979-1982)
- Mats "Microben" Lindberg - basso - (1981-1982)
- Per "Pelle" Andersson - batteria - (1982)
- Roine Stolt - chitarra e voce - (1974-1979, 2000-2005)

## Discografia

### Album in studio
- 1975 - Kaipa
- 1976 - Inget Nytt Under Solen
- 1978 - Solo
- 1980 - Händer
- 1982 - Nattdjurstid
- 1993 - Stockholm Symphonie
- 1997 - Notes From The Past
- 2003 - Keyholder
- 2005 - Mindrevolutions
- 2007 - Angling Feelings
- 2010 - In the Wake of Evolution
- 2012 - Vittjar
- 2014 - Sattyg
- 2017 - Children of the Sounds
- 2022 - Urskog

### Antologie
- The Decca Years 1975-1978, (2005)

## Gruppi o voci collegate
- Hagen (Lundin/Nilsson), su hagen.nu. URL consultato il 12 gennaio 2006 (archiviato dall'url originale il 13 giugno 2008).
- Jonas Reingold, su reingoldmusic.com. URL consultato il 12 gennaio 2006 (archiviato dall'url originale il 12 febbraio 2006).
- Morgan Ågren, su morganagren.com.
- Ritual (Patrik Lundström), su ritual.se.
- Aleena, su aleena.se. URL consultato il 12 gennaio 2006 (archiviato dall'url originale il 4 gennaio 2006).
- Per Nilsson, su scarsymmetry.com. URL consultato il 25 maggio 2007 (archiviato dall'url originale il 19 maggio 2007).
- Flower Kings (Reingold), su flowerkings.se. URL consultato il 12 gennaio 2006 (archiviato dall'url originale l'11 agosto 2010).